# St. Carolus (Diersburg)

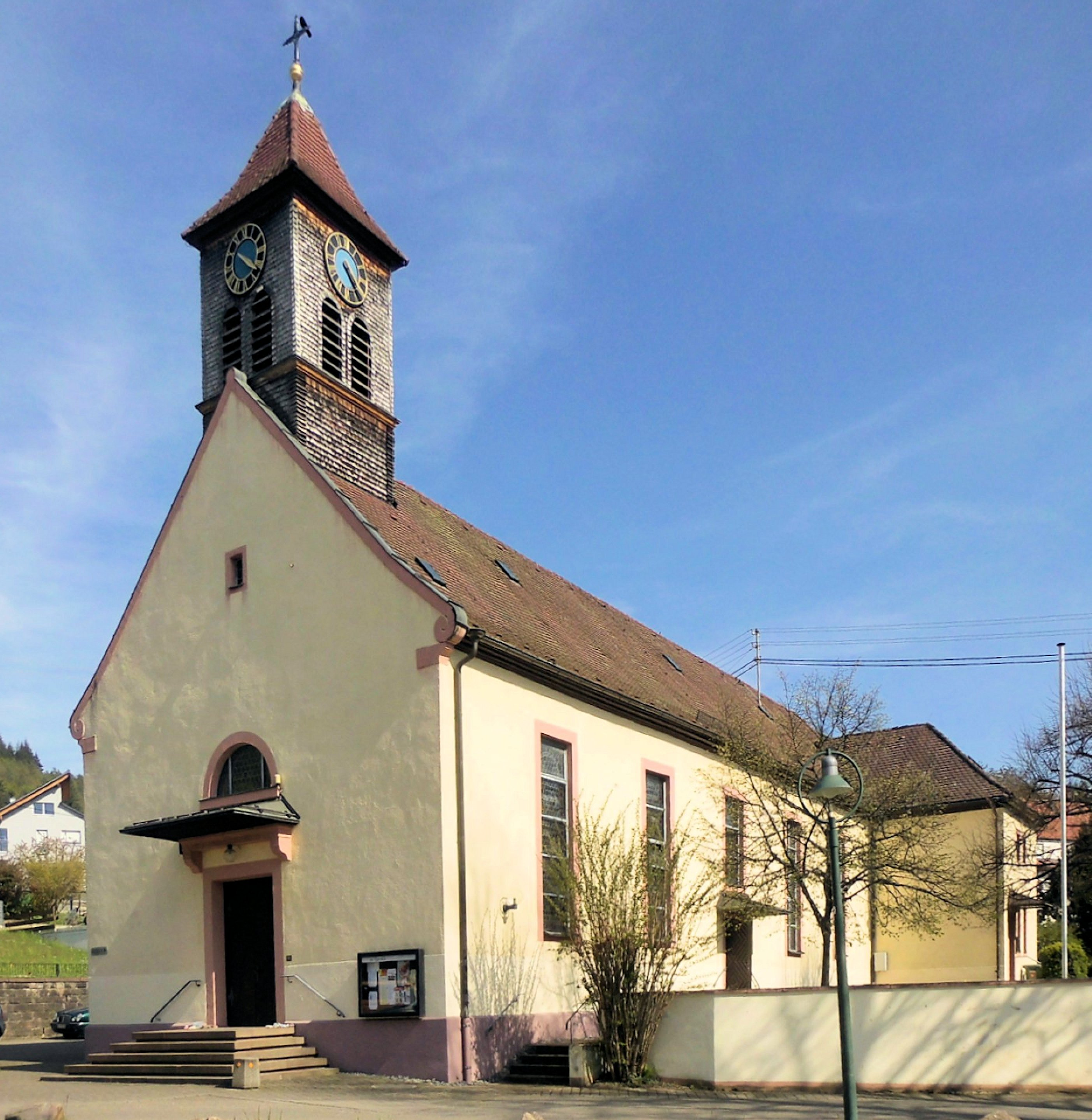
Kirche St. Carolus

St. Carolus ist die dem Heiligen Karl Borromäus geweihte, römisch-katholische Pfarrkirche von Diersburg, einem Teil der Gemeinde Hohberg im Ortenaukreis von Baden-Württemberg. Seit der Dekanatsreform am 1. Januar 2008 gehört die St. Carolus-Kirche zum Dekanat Offenburg-Kinzigtal. Mit den weiteren Pfarreien in Hohberg, St. Gallus in Hofweier und St. Brigitta in Niederschopfheim, gehört sie der 2015 begründeten Seelsorgeeinheit Schutterwald-Hohberg-Neuried des Erzbistums Freiburg an.

## Geschichte
Tirsperc (von Tier = Hirschkuh) wird erstmals 1197 in „Walter von Tiersberg“ († 1235) erwähnt, und zwar in einer Schenkung der Markgrafen von Baden an das Kloster Selz. Von den Herren von Tiersberg, einer Seitenlinie der Herren von Geroldseck, oder ihrer wohl im 11. Jahrhundert erbauten Burg hat das Dorf seinen Namen. Der gegen den Talausgang gelegene Teil hieß allerdings bis ins 15. Jahrhundert Regelhofen. Als die Tiersberger ausstarben, gelangte Diersburg über die Hummel von Staufenberg und andere Adelsfamilien in den Besitz der badischen Markgrafen. Sie überließen es 1463 einer Familie Roeder zu Lehen, die sich seitdem Roeder von Diersburg nannten und das Lehen bis 1806 besaßen.
Lange Zeit bildeten Diersburg und das benachbarte Oberschopfheim eine Markgenossenschaft und eine einzige Pfarrei mit St. Leodegar in Oberschopfheim als Pfarrkirche. Die Kirche, heute „Leutkirche“ genannt, westlich von Oberschopfheim gut 3 km von Diersburg entfernt  auf freiem Feld gelegen, wurde nach langem Verfall 1963 wiederhergestellt und dient als katholische Wallfahrtskirche „Maria von der immerwährenden Hilfe“. 1455 ist von „Spänn und Zweyung zwischen den gemeinen Dorfleuten zu Oberschopfheim und Diersburg betr. ihre Kirch und Almendt“ die Rede. Die Roeder, Vorgesetzte beider Dörfer, schlichteten den Streit. Zum Beispiel sollten zur Erhaltung der Kirche die Oberschopfheimer zwei, die Diersburger ein Drittel beitragen. Um die religiöse Betreuung der Diersburger zu verbessern, erbaten die Roeder 1471 vom zuständigen Bischof von Straßburg die Erlaubnis, einen ständigen Kaplan anzustellen, der in ihrer Burgkapelle die Heilige Messe lesen sollte. Der Bischof stimmte zu – angesichts der großen Entfernung von der „Leutkirche“ „und dieweil es beiderley Geschlechts alter Menschen auch schwangeren Frauen Winter Zytt und in großem Regen und Ungewitter dorthin in ihre Pfarrkirch zu kommen gans schwerlich und mueselig ist“. Im Dreißigjährigen Krieg wurde mit der Burg auch die Kapelle zerstört. 1786 wurde die Markgenossenschaft mit Oberschopfheim aufgelöst.
1523 besetzte ein Egenolf von Roeder, der auch bei der Einführung der Reformation in Straßburg eine Rolle spielte, seine Burgkaplanei mit einem evangelischen Geistlichen. Nach und nach traten viele Untertanen zur neuen Lehre über. St. Leodegar wurde Simultankirche. Die Konfession wechselte mehrfach. Die Ortsherrschaft war tolerant. „Es ist ein Ruhmesblatt in der Geschichte Diersburgs, daß das Verhältnis zwischen den Konfessionen immer friedlich war.“
1789 bis 1790 wurde in Diersburg eine evangelische Kirche errichtet,
der nach Abriss 1974 eine neue folgte. Die Katholiken waren weiter auf die Kirche in Oberschopfheim angewiesen – nicht mehr die alte „Leutkirche“, sondern eine 1714 errichtete Kirche, die das Patrozinium St. Leodegar übernommen hatte und deren Abriss 1955 ebenfalls eine neue folgte. Erst 1831 erbauten sich die etwa vierhundert Diersburger Katholiken eine eigene – die heutige – Kirche, die zunächst Filiale von Oberschopfheim blieb und 1864 zur selbständigen Pfarrkirche aufgewertet wurde.
Das Roedersche Lehen wurde 1806 mit der Inkorporation Diersburgs ins Großherzogtum Baden Familiengut.

## Bau und Ausstattung
Die Kirche, vom Diersburger „Zimmermeister Schaubrenner und <..> Steinhauer Samson“ 1831 erbaut, wurde 1904 bis 1905 erweitert, 1955 bis 1956 im Inneren verändert und 1983 innen gestrichen. Der anspruchslose Saal trägt einen viereckigen Dachreiter. Der Fassadengiebel mit seinen kleinen Voluten und die klassizistische Türgestaltung erinnern an die Erbauungszeit. Der eingezogene Chor schließt außen polygonal und ist innen als Apsiskalotte gestaltet.

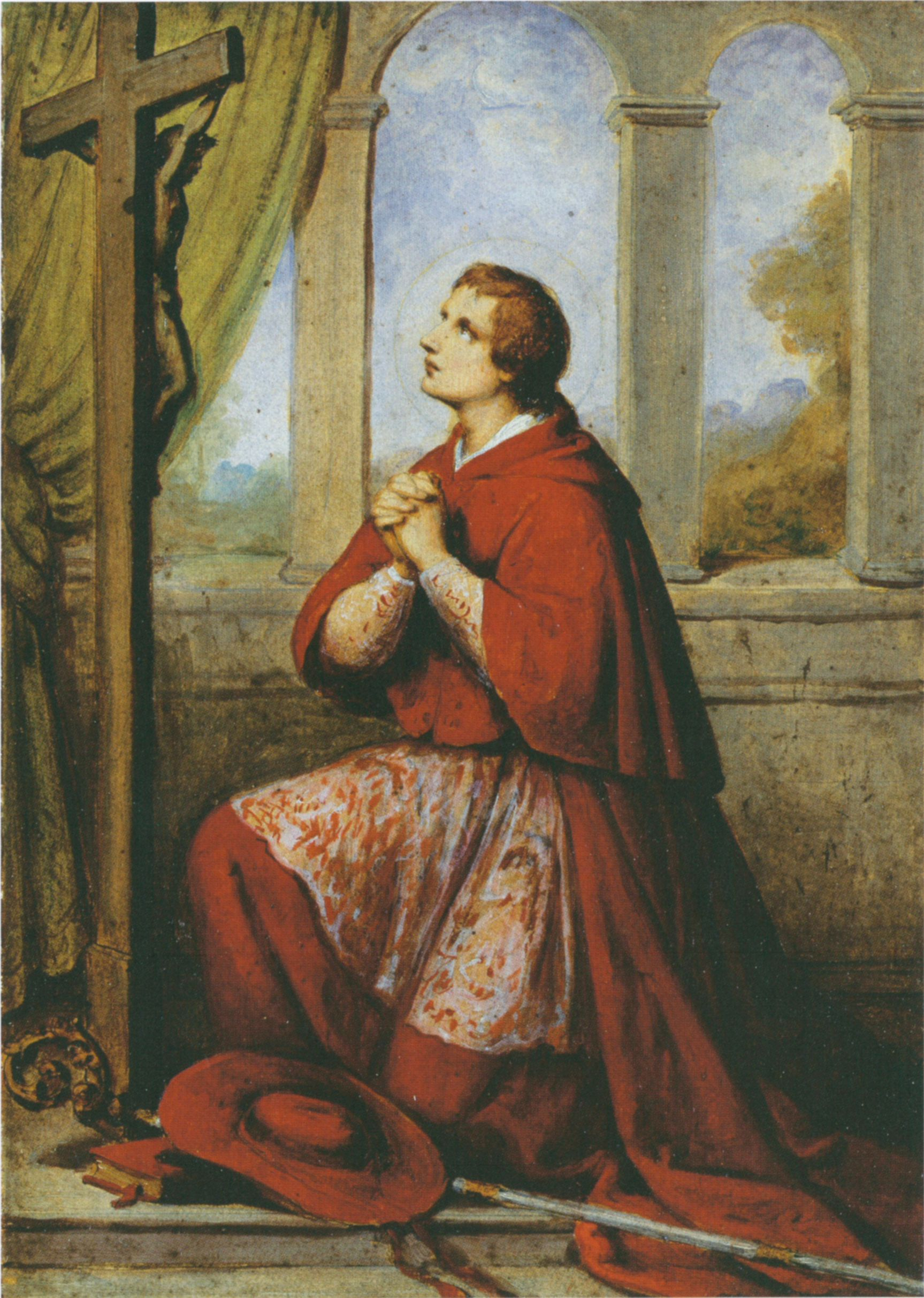
Karl Borromäus; Ölstudie zum Diersburger Altarbild

### Hochaltarbild
In der Apsis hängt über dem schlichten Altar Marie Ellenrieders Gemälde des heiligen Karl Borromäus. Ellenrieder hatte zuvor Altarbilder für St. Nikolaus in Neuried-Ichenheim, St. Bartholomäus in Ortenberg und St. Stephan in Karlsruhe gemalt. Den Diersburger Auftrag verdankte sie Karl Christoph Roeder von Diersburg, mit dem sie befreundet war, der sich selbst künstlerisch versuchte und der sie beriet. Eingehend beschäftigte sie sich mit ihrem Thema. An Roeder schrieb sie im März 1838, als das Bild fertig wurde:

„Es war, als ich den Carton kaum angefangen hatte; ein Italiener hier Nahmens Baron v. Streng er hatte einen teutschen Vater aber eine Italienerin zur Mutter: dieser ist Dommherr in Vercelli: er nahm ein großes Intreße an meinem Unternehmen; und machte sich eine Angelegenheit daraus mich auf die Fehler meiner Costums-anordnung aufmerksamm zu machen: er konnte mir genau die Größe des Kragens mit einer Kaputze angeben, und daß meine Art wie ich es hatte jenne der Dommherrn gewesen wäre; und da sie auch einen Kardinal hätten der da Bischof wäre; müße er es wißen. Auch bath er mich den Stab zum Huth & zum Buch an den Fuß des Kreutzes zu legen, indem sie denselben nie hielten als beym Funktionieren.“

Roeders Einfluss wird eine Hinwendung zu mehr „Persönlichem und Natürlichem“ im Diersburger Bild zugeschrieben. Der entscheidende Bildgedanke – wie der Heilige, Kardinalshut und Stab neben sich, vor dem Kruzifix kniet und betend zum Dornengekrönten emporblickt – sei von barocken Werken inspiriert. Ellenrieder habe vielleicht ihrem Freund im Bild seines Namenspatrons ein Vorbild der Frömmigkeit vor Augen stellen wollen. „Das Altargemälde von Diersburg <…> ist zweifellos eines der schönsten Heiligenbilder der Künstlerin.“
Am Festtag des heiligen Karl Borromäus, dem 4. November 1838, wurde das Bild am Bestimmungsort aufgestellt.

### Sonstiges
An der Nordwand zeigt ein Gemälde unbekannter Herkunft den heiligen Johannes Nepomuk. „Unter den wenigen Figuren fällt ein kleines frühbarockes Schnitzwerk eines Immaculata angenehm auf.“

## Glocken
Der hölzerne Glockenturm erhebt sich über dem Eingangsgiebel der Kirche. Er zeigt auf allen Seiten Uhrenzifferblätter. Die größte der vier Glocken schlägt zur Stunde, die beiden mittleren tätigen den Viertelstundenschlag. Die Bronzeglocken wurden 1949 von der Glockengießerei Hamm in Frankenthal gegossen. In der Melodielinie erklingt das Salve-Regina-Motiv. 2015 erfolgte eine umfassende Sanierung. In einem neuen zweigeschossigen Holzglockenstuhl wurden die Glocken, die mit neuen Klöppeln versehen wurden, an ebenfalls neuen Holzjochen aufgehängt. Das führte „zu einer hörbaren Verbesserung der Klangentfaltung“.
| Glocke | Schlagton | Gussjahr | Gießerei          | 0Masse0 | Durchmesser |
| ------ | --------- | -------- | ----------------- | ------- | ----------- |
| 1      | a′+7      | 1949     | Hamm, Frankenthal | 302 kg  | 827 mm      |
| 2      | cis′′+7   | 1949     | Hamm, Frankenthal | 160 kg  | 680 mm      |
| 3      | e′′+8     | 1949     | Hamm, Frankenthal | 091 kg  | 550 mm      |
| 4      | fis′′+3   | 1949     | Hamm, Frankenthal | 067 kg  | 500 mm      |